# Velika nagrada Evrope 2011
Velika nagrada Evrope 2011 je bila osma dirka Svetovnega prvenstva Formule 1 v sezoni 2011. Odvijala se je 26. junija 2011 na uličnem dirkališču Valencia Street Circuit v Valenciji. Zmagal je Sebastian Vettel, Red Bull-Renault, drugo mesto je osvojil Fernando Alonso, Ferrari, tretje pa Mark Webber, Red Bull-Renault.

## Rezultati

### Kvalifikacije
| Poz | Št | Dirkač             | Konstruktor          | 1. del   | 2. del   | 3. del    | Št. m. |
| --- | -- | ------------------ | -------------------- | -------- | -------- | --------- | ------ |
| 1   | 1  | Sebastian Vettel   | Red Bull-Renault     | 1:39,116 | 1:37,305 | 1:36,975  | 1      |
| 2   | 2  | Mark Webber        | Red Bull-Renault     | 1:39,956 | 1:38,058 | 1:37,163  | 2      |
| 3   | 3  | Lewis Hamilton     | McLaren-Mercedes     | 1:39,244 | 1:37,727 | 1:37,380  | 3      |
| 4   | 5  | Fernando Alonso    | Ferrari              | 1:39,725 | 1:37,930 | 1:37,454  | 4      |
| 5   | 6  | Felipe Massa       | Ferrari              | 1:38,413 | 1:38,566 | 1:37,535  | 5      |
| 6   | 4  | Jenson Button      | McLaren-Mercedes     | 1:39,453 | 1:37,749 | 1:37,645  | 6      |
| 7   | 8  | Nico Rosberg       | Mercedes             | 1:39,266 | 1:38,373 | 1:38,231  | 7      |
| 8   | 7  | Michael Schumacher | Mercedes             | 1:39,198 | 1:38,365 | 1:38,240  | 8      |
| 9   | 9  | Nick Heidfeld      | Renault              | 1:39,877 | 1:38,781 | brez časa | 9      |
| 10  | 14 | Adrian Sutil       | Force India-Mercedes | 1:39,329 | 1:39,034 | brez časa | 10     |
| 11  | 10 | Vitalij Petrov     | Renault              | 1:39,690 | 1:39,068 |           | 11     |
| 12  | 15 | Paul di Resta      | Force India-Mercedes | 1:39,852 | 1:39,422 |           | 12     |
| 13  | 11 | Rubens Barrichello | Williams-Cosworth    | 1:39,602 | 1:39,489 |           | 13     |
| 14  | 16 | Kamui Kobajaši     | Sauber-Ferrari       | 1:40,131 | 1:39,525 |           | 14     |
| 15  | 12 | Pastor Maldonado   | Williams-Cosworth    | 1:39,690 | 1:39,645 |           | 15     |
| 16  | 17 | Sergio Pérez       | Sauber-Ferrari       | 1:39,494 | 1:39,657 |           | 16     |
| 17  | 18 | Sébastien Buemi    | Toro Rosso-Ferrari   | 1:39,679 | 1:39,711 |           | 17     |
| 18  | 19 | Jaime Alguersuari  | Toro Rosso-Ferrari   | 1:40,232 |          |           | 18     |
| 19  | 20 | Heikki Kovalainen  | Lotus-Renault        | 1:41,664 |          |           | 19     |
| 20  | 21 | Jarno Trulli       | Lotus-Renault        | 1:42,234 |          |           | 20     |
| 21  | 24 | Timo Glock         | Virgin-Cosworth      | 1:42,553 |          |           | 21     |
| 22  | 23 | Vitantonio Liuzzi  | HRT-Cosworth         | 1:43,584 |          |           | 22     |
| 23  | 25 | Jérôme d'Ambrosio  | Virgin-Cosworth      | 1:43,735 |          |           | 23     |
| 24  | 22 | Narain Kartikejan  | HRT-Cosworth         | 1:44,363 |          |           | 24     |

### Dirka
| Poz | Št | Dirkač             | Konstruktor          | Krogi | Čas/Odstop  | Št. m. | Toč |
| --- | -- | ------------------ | -------------------- | ----- | ----------- | ------ | --- |
| 1   | 1  | Sebastian Vettel   | Red Bull-Renault     | 57    | 1:39:36,169 | 1      | 25  |
| 2   | 5  | Fernando Alonso    | Ferrari              | 57    | +10,891     | 4      | 18  |
| 3   | 2  | Mark Webber        | Red Bull-Renault     | 57    | +27,255     | 2      | 15  |
| 4   | 3  | Lewis Hamilton     | McLaren-Mercedes     | 57    | +46,190     | 3      | 12  |
| 5   | 6  | Felipe Massa       | Ferrari              | 57    | +51,705     | 5      | 10  |
| 6   | 4  | Jenson Button      | McLaren-Mercedes     | 57    | +1:00,065   | 6      | 8   |
| 7   | 8  | Nico Rosberg       | Mercedes             | 57    | +1:38,090   | 7      | 6   |
| 8   | 19 | Jaime Alguersuari  | Toro Rosso-Ferrari   | 56    | +1 krog     | 18     | 4   |
| 9   | 14 | Adrian Sutil       | Force India-Mercedes | 56    | +1 krog     | 10     | 2   |
| 10  | 9  | Nick Heidfeld      | Renault              | 56    | +1 krog     | 9      | 1   |
| 11  | 17 | Sergio Pérez       | Sauber-Ferrari       | 56    | +1 krog     | 16     |     |
| 12  | 11 | Rubens Barrichello | Williams-Cosworth    | 56    | +1 krog     | 13     |     |
| 13  | 18 | Sébastien Buemi    | Toro Rosso-Ferrari   | 56    | +1 krog     | 17     |     |
| 14  | 15 | Paul di Resta      | Force India-Mercedes | 56    | +1 krog     | 12     |     |
| 15  | 10 | Vitalij Petrov     | Renault              | 56    | +1 krog     | 11     |     |
| 16  | 16 | Kamui Kobajaši     | Sauber-Ferrari       | 56    | +1 krog     | 14     |     |
| 17  | 7  | Michael Schumacher | Mercedes             | 56    | +1 krog     | 8      |     |
| 18  | 12 | Pastor Maldonado   | Williams-Cosworth    | 56    | +1 krog     | 15     |     |
| 19  | 20 | Heikki Kovalainen  | Lotus-Renault        | 55    | +2 kroga    | 19     |     |
| 20  | 21 | Jarno Trulli       | Lotus-Renault        | 55    | +2 kroga    | 20     |     |
| 21  | 24 | Timo Glock         | Virgin-Cosworth      | 55    | +2 kroga    | 21     |     |
| 22  | 25 | Jérôme d'Ambrosio  | Virgin-Cosworth      | 55    | +2 kroga    | 23     |     |
| 23  | 23 | Vitantonio Liuzzi  | HRT-Cosworth         | 54    | +3 krogi    | 22     |     |
| 24  | 22 | Narain Kartikejan  | HRT-Cosworth         | 54    | +3 krogi    | 24     |     |